# Кубок Казахстана по футболу 2009
Кубок Казахстана по футболу 2009 года — 18-й розыгрыш национального Кубка, в котором приняли участие 28 клубов.
Финальный матч состоялся 15 ноября 2009 года на столичном стадионе «Астана Арена» в присутствии президента страны Нурсултана Назарбаева и президента УЕФА Мишеля Платини.
Победителем Кубка стал ФК «Атырау», обыгравший в финале карагандинский «Шахтёр» со счётом 1:0. «Атырау» завоевал право на участие в Лиге Европы.

## 1/16 финала
Жеребьёвка 1/16 финала прошла 26 марта 2009 года. На этом этапе между собой соревновались клубы первой лиги и Премьер-лиги.
Матчи состоялись 25 апреля 2009 года.
| Команда                   | счёт                 | Команда                   |
| ------------------------- | -------------------- | ------------------------- |
| Актобе-Жас (Актобе)       | 0:3                  | Кайсар (Кызылорда)        |
| Акжайык (Уральск)         | 2:3                  | Атырау (Атырау)           |
| Шахтёр (Караганда)        | 3:1                  | Экибастуз (Экибастуз)     |
| Туркестан (Туркестан)     | 0:4                  | Тараз (Тараз)             |
| Гефест (Караганда)        | 0:2                  | Локомотив (Астана)        |
| Булат-АМТ (Темиртау)      | 0:5                  | Казахмыс (Сатпаев)        |
| Каспий (Актау)            | 1:5                  | Актобе (Актобе)           |
| Сункар (Каскелен)         | 0:1                  | Тобол (Костанай)          |
| Иле-Саулет (Отеген-Батыр) | 0:2                  | Восток (Усть-Каменогорск) |
| Спартак (Семей)           | 1:4                  | Иртыш (Павлодар)          |
| Айжарык (Шымкент)         | 1:2                  | Жетысу (Талдыкорган)      |
| Кайрат (Алма-Ата)         | 0:1                  | Кызылжар (Петропавловск)  |
| ОСШИОСД (Тараз)           | 1:2                  | Ордабасы (Шымкент)        |
| Намыс (Астана)            | 0:0 (д.в., пен. 4:5) | Окжетпес (Кокшетау)       |

## 1/8 финала
Жеребьёвка 1/8 финала состоялась в офисе ФФК 28 апреля 2009 года. В результате жеребьевки без борьбы в 1/4 финала прошли «Жетысу» (Талдыкорган) и «Атырау» (Атырау).
Остальные 12 клубов провели по 2 матча: первые матчи прошли 20 мая (на полях команд, указанных первыми), ответные матчи — 23 июня.
| Команда                   | счёт | Команда                  | 1-й матч | 2-й матч |
| ------------------------- | ---- | ------------------------ | -------- | -------- |
| Восток (Усть-Каменогорск) | 4:2  | Кызылжар (Петропавловск) | 0:1      | 4:1      |
| Иртыш (Павлодар)          | 3:1  | Ордабасы (Шымкент)       | 3:0      | 0:1      |
| Шахтёр (Караганда)        | 9:2  | Окжетпес (Кокшетау)      | 4:1      | 5:1      |
| Актобе (Актобе)(г)        | 2:2  | Локомотив (Астана)       | 1:0      | 1:2      |
| Казахмыс (Сатпаев)        | 1:5  | Кайсар (Кызылорда)       | 1:3      | 0:2      |
| Тараз (Тараз)(г)          | 3:3  | Тобол (Костанай)         | 1:1      | 2:2      |

## 1/4 финала
Жеребьёвка 1/4 финала состоялась 27 июля 2009 года. В результате жеребьевки 8 клубов провели по 2 матча, которые состоялись с 27 августа по 18 октября.
| Команда            | счёт | Команда                   | 1-й матч | 2-й матч |
| ------------------ | ---- | ------------------------- | -------- | -------- |
| Тараз (Тараз)      | 0:2  | Жетысу (Талдыкорган)      | 0:1      | 0:1      |
| Кайсар (Кызылорда) | 0:5  | Атырау (Атырау)           | 0:1      | 0:4      |
| Актобе (Актобе)    | 6:1  | Восток (Усть-Каменогорск) | 2:1      | 4:0      |
| Иртыш (Павлодар)   | 1:4  | Шахтёр (Караганда)        | 1:1      | 0:3      |

## 1/2 финала
Жеребьёвка 1/2 финала состоялась 21 октября 2009 года. В результате жеребьевки 4 клуба провели по 2 матча: первые матчи прошли 7 ноября (на полях команд, указанных первыми), ответные матчи — 11 ноября
| Команда              | счёт | Команда            | 1-й матч | 2-й матч   |
| -------------------- | ---- | ------------------ | -------- | ---------- |
| Актобе (Актобе)      | 1:2  | Шахтёр (Караганда) | 1:0      | 0:2 (д.в.) |
| Жетысу (Талдыкорган) | 1:4  | Атырау (Атырау)    | 0:2      | 1:2        |

## Финал
| 15 ноября 2009  | \| Атырау (Атырау) \| 1:0 \| Шахтёр (Караганда) \| \| Зубко 34′ \| Голы \| \| | Астана Арена Астана Зрителей: 20 000 Судья: Айдын Рахимбаев (Алма-Ата) |
| Атырау (Атырау) | 1:0                                                                           | Шахтёр (Караганда)                                                     |
| Зубко 34′       | Голы                                                                          |                                                                        |

| Победитель Кубка Казахстана по футболу 2009 |
| ------------------------------------------- |
| Атырау (Атырау) Первый титул                |